# Филостефан Киренский
Филостефан Киренский (греч. Φιλοστέφανος ὁ Κυρηναῖος, Philostéphanos ho Kyrēnáios) — древнегреческий историк и поэт III века до Р.Х.

## Биография

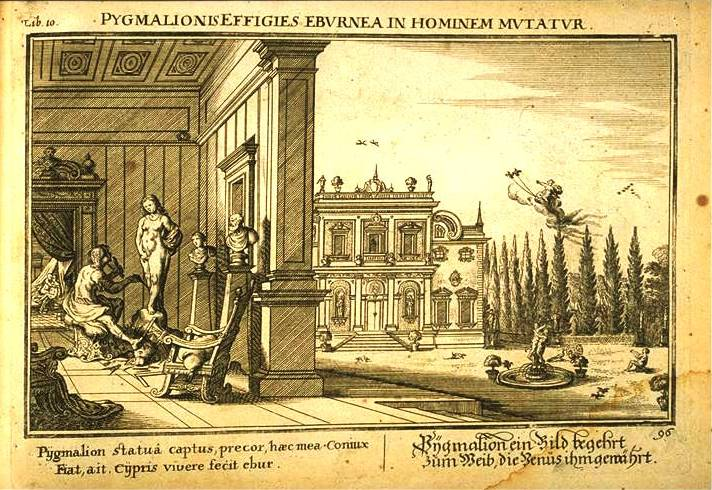
Pygmalionis effigies eburnea in hominem mutatur («Статуя из слоновой кости превращается у Пигмалиона в человека»). Иллюстрация к «Метаморфозам» Овидия, изд. Johannes Baur, 1703.

Родился в Кирене, учился в Александрии у Каллимаха.

## Творчество
Его история Кипра (De Cypro), написанная в царствование Птолемея II (222—206 до Р.Х.), утрачена. Её использовали Климент Александрийский и Арнобий. В ней был рассказан миф о Пигмалионе, влюбившемся в статую Афродиты; Филостефан был источником для Овидия в «Метаморфозах» (а тот — для всех последующих обработок мифа). История Кипра, возможно, входила в труд «Об островах». Его фрагменты говорят о Сицилии, Калаврии и Стриме (у фракийского побережья). Плиний Старший ссылается на Филостефана как на источник, говоря, что «Арго» был первым большим кораблем. Другие известные только по названиям книги Филостефана — «О городах Азии», «О горе Киллене», «Об Эпире», «Об удивительных реках», «Об открытиях» и др.
Фрагменты входят во «Фрагменты греческих историков»

## Отдельное издание
- Roberto Capel Badino. Filostefano di Cirene. Testimonianze e frammenti. — Milano: LED Edizioni Universitarie, 2010, — ISBN 978-88-7916-456-6